# Puchar Irlandii Północnej w piłce nożnej
Puchar Irlandii Północnej w piłce nożnej (ang. Irish Cup) – cykliczne rozgrywki piłkarskie o charakterze pucharu krajowego w Irlandii Północnej. Organizowane co sezon przez Związek Piłkarski Irlandii Północnej (IFA) i przeznaczone są dla krajowych klubów piłkarskich. Najważniejsze po NIFL Premiership piłkarskie rozgrywki w kraju. Triumfator danej edycji Pucharu zyskuje prawo reprezentowania swego kraju w następnej edycji Ligi Konferencji Europy.

## Historia
Zostały one zainaugurowane w 1881 roku i są jednymi z najstarszych rozgrywek piłkarskich na świecie. Do 1921 roku do uzyskania niepodległości przez Republikę Irlandii uczestniczyły w nim kluby z całej Irlandii. Wcześniej oba kraje były częścią Zjednoczonego Królestwa Wielkiej Brytanii i Irlandii. Potem zainaugurowano Puchar Irlandii w piłce nożnej, organizowany przez Football Association of Ireland. Od tego czasu biorą w nim udział jedynie kluby z Ulsteru, zrzeszone w Irish Football Association.
Pierwszym zwycięzcą został klub Moyola Park z miejscowości Castledawson. Obecnym zdobywcą jest Linfield z Belfastu, który ma również na swoim koncie najwięcej końcowych triumfów (42). Zwycięzca danej edycji Irish Cup reprezentuje Irlandię Północną w rozgrywkach Ligi Europy UEFA w kolejnym sezonie, chyba że jednocześnie jest on mistrzem Ulsteru. Wówczas w rozgrywkach tych zastępuje go przegrany finalista.

## Format
Format rozgrywek był wiele razy zmieniany. W rozgrywkach uczestniczą 128 klubów występujących w Mistrzostwach Irlandii Północnej. Obecnie wszystkie rywalizacje od rundy pierwszej eliminacyjnej do finału rozgrywane są w jednym meczu. Zwycięzca kwalifikuje się do dalszych gier, a pokonany odpada z rywalizacji. W wypadku kiedy w regulaminowym czasie gry padł remis zarządza się dogrywkę, a jeśli i ona nie przyniosła rozstrzygnięcia, to dyktowane są rzuty karne. Od sezonu 1998/99 rozgrywki składają się z 9 etapów: rundy pierwszej, drugiej, trzeciej i czwartej eliminacyjnej, 1/16 finału, 1/8 finału, ćwierćfinałów, półfinałów i finału. Oprócz kilku finałów z początku XX w., które zostały rozegrane w Dublinie oraz finału z sezonu 1974/75, który rozegrano w mieście Ballymena, miejscem wszystkich pozostałych finałów były różne stadiony Belfastu. Najczęściej był to Windsor Park, od sezonu 1995/96 wszystkie finały rozegrano na tym stadionie.

## Zwycięzcy i finaliści
| Sezon                                                     | K               | K                                             | T  | Zwycięzca             | Wynik                | Finalista               | Data, miejsce                                          | Br. | Król strzelców | Uwagi      |
| Puchar Irlandii Północnej w piłce nożnej (ang. Irish Cup) |                 |                                               |    |                       |                      |                         |                                                        |     |                |            |
| 1880/81                                                   |                 |                                               | 1  | Moyola Park           | 1:0                  | Cliftonville            | 9.04.1881, Cliftonville Cricket Ground, Belfast, 1.500 |     |                | 7 klubów   |
| 1881/82                                                   |                 |                                               | 1  | Queen’s Island (1881) | 1:0                  | Cliftonville            | 13.05.1882, Ulster Cricket Ground, Belfast, 2.000      |     |                | 13 klubów  |
| 1882/83                                                   |                 |                                               | 1  | Cliftonville          | 5:0                  | Ulster                  | 5.05.1883, Bloomfield Ground, Knock, Belfast, 2.000    |     |                | ? klubów   |
| 1883/84                                                   |                 |                                               | 1  | Distillery            | 5:0                  | Wellington Park         | 19.04.1884, Ulster Cricket Ground, Belfast, 2.000      |     |                | ? klubów   |
| 1884/85                                                   |                 |                                               | 2  | Distillery            | 3:0                  | Limavady                | 21.03.1885, Ulster Cricket Ground, Belfast, 2.000      |     |                | ? klubów   |
| 1885/86                                                   |                 |                                               | 3  | Distillery            | 1:0                  | Limavady                | 27.03.1886, Ulster Cricket Ground, Belfast, 1.000      |     |                | ? klubów   |
| 1886/87                                                   |                 |                                               | 1  | Ulster                | 3:0                  | Cliftonville            | 12.02.1887, Broadway Ground, Belfast, 4.000            |     |                | ? klubów   |
| 1887/88                                                   |                 |                                               | 2  | Cliftonville          | 2:1                  | Distillery              | 17.03.1888, Ulster Cricket Ground, Belfast, 3.000      |     |                | ? klubów   |
| 1888/89                                                   |                 |                                               | 4  | Distillery            | 5:4                  | YMCA                    | 16.03.1889, Ulster Cricket Ground, Belfast, 3.500      |     |                | ? klubów   |
| 1889/90                                                   |                 |                                               | 1  | Gordon Highlanders    | 2:2                  | Cliftonville            | 8.03.1890, Ulster Cricket Ground, Belfast, 4.500       |     |                | ? klubów   |
| 1889/90                                                   | 3:1 (powt.)     | 12.03.1890, Ulsterville, Belfast, 3.500       | 1  | Gordon Highlanders    |                      | Cliftonville            |                                                        |     |                | ? klubów   |
| 1890/91                                                   |                 |                                               | 1  | Linfield              | 4:2                  | Ulster                  | 14.03.1891, Solitude, Belfast, 5.000                   |     |                | ? klubów   |
| 1891/92                                                   |                 |                                               | 2  | Linfield              | 7:0                  | The Black Watch         | 12.03.1892, Solitude, Belfast, 5.500                   |     |                | ? klubów   |
| 1892/93                                                   |                 |                                               | 3  | Linfield              | 5:1                  | Cliftonville            | 11.03.1893, Ulsterville, Belfast,                      |     |                | ? klubów   |
| 1893/94                                                   |                 |                                               | 5  | Distillery            | 2:2                  | Linfield                | 17.03.1894, Solitude, Belfast, 5.500                   |     |                | ? klubów   |
| 1893/94                                                   | 3:2 (powt.)     | 18.04.1894, Solitude, Belfast                 | 5  | Distillery            |                      | Linfield                |                                                        |     |                | ? klubów   |
| 1894/95                                                   |                 |                                               | 4  | Linfield              | 10:1                 | Bohemian                | 23.03.1895, Solitude, Belfast, 2.000                   |     |                | ? klubów   |
| 1895/96                                                   |                 |                                               | 6  | Distillery            | 3:1                  | Glentoran               | 14.03.1896, Solitude, Belfast, 6.000                   |     |                | ? klubów   |
| 1896/97                                                   |                 |                                               | 3  | Cliftonville          | 3:1                  | Sherwood Foresters      | 20.03.1897, Grosvenor Park, Belfast, 5.000             |     |                | ? klubów   |
| 1897/98                                                   |                 |                                               | 5  | Linfield              | 2:0                  | St Columb's Hall Celtic | 19.03.1898, The Oval, Belfast, 3.000                   |     |                | ? klubów   |
| 1898/99                                                   |                 |                                               | 6  | Linfield              | 2:1                  | Glentoran               | 18.03.1899, Solitude, Belfast, 7.000                   |     |                | ? klubów   |
| 1899/00                                                   |                 |                                               | 4  | Cliftonville          | 2:1                  | Bohemian                | 24.03.1900, Grosvenor Park, Belfast, 5.500             |     |                | ? klubów   |
| 1900/01                                                   |                 |                                               | 5  | Cliftonville          | 1:0                  | Freebooters             | 13.04.1901, Grosvenor Park, Belfast, 5.500             |     |                | ? klubów   |
| 1901/02                                                   |                 |                                               | 7  | Linfield              | 5:1                  | Distillery              | 15.03.1902, Solitude, Belfast, 8.000                   |     |                | ? klubów   |
| 1902/03                                                   |                 |                                               | 7  | Distillery            | 3:1                  | Bohemian                | 14.03.1903, Dalymount Park, Dublin, 6.000              |     |                | ? klubów   |
| 1903/04                                                   |                 |                                               | 8  | Linfield              | 5:1                  | Derry Celtic            | 17.03.1904, Grosvenor Park, Belfast, 6.000             |     |                | ? klubów   |
| 1904/05                                                   |                 |                                               | 8  | Distillery            | 3:0                  | Shelbourne              | 11.03.1905, Solitude, Belfast, 12.000                  |     |                | ? klubów   |
| 1905/06                                                   |                 |                                               | 1  | Shelbourne            | 2:0                  | Belfast Celtic          | 28.04.1906, Dalymount Park, Dublin, 8.000              |     |                | ? klubów   |
| 1906/07                                                   |                 |                                               | 6  | Cliftonville          | 0:0                  | Shelbourne              | 23.03.1907, Celtic Park, Belfast, 12.900               |     |                | ? klubów   |
| 1906/07                                                   | 1:0 (powt.)     | 20.04.1907, Dalymount Park, Dublin, 10.000    | 6  | Cliftonville          |                      | Shelbourne              |                                                        |     |                | ? klubów   |
| 1907/08                                                   |                 |                                               | 1  | Bohemian              | 1:1                  | Shelbourne              | 21.03.1908, Dalymount Park, Dublin, 8.000              |     |                | ? klubów   |
| 1907/08                                                   | 3:1 (powt.)     | 28.03.1908, Dalymount Park, Dublin, 9.000     | 1  | Bohemian              |                      | Shelbourne              |                                                        |     |                | ? klubów   |
| 1908/09                                                   |                 |                                               | 7  | Cliftonville          | 0:0                  | Bohemian                | 3.04.1909, Windsor Park, Belfast, 3.000                |     |                | ? klubów   |
| 1908/09                                                   | 2:1 (powt.)     | 10.04.1909, Dalymount Park, Dublin, 15.000    | 7  | Cliftonville          |                      | Bohemian                |                                                        |     |                | ? klubów   |
| 1909/10                                                   |                 |                                               | 9  | Distillery            | 1:0                  | Cliftonville            | 26.03.1910, The Oval, Belfast, 10.000                  |     |                | ? klubów   |
| 1910/11                                                   |                 |                                               | 2  | Shelbourne            | 0:0                  | Bohemian                | 25.03.1911, Dalymount Park, Dublin, 16.000             |     |                | ? klubów   |
| 1910/11                                                   | 2:1 (powt.)     | 15.04.1911, Dalymount Park, Dublin            | 2  | Shelbourne            |                      | Bohemian                |                                                        |     |                | ? klubów   |
| 1911/12                                                   |                 |                                               | 9  | Linfield              | Finału nie rozegrano |                         |                                                        |     |                | ? klubów   |
| 1912/13                                                   |                 |                                               | 10 | Linfield              | 2:0                  | Glentoran               | 29.03.1913, Celtic Park, Belfast, 20.000               |     |                | ? klubów   |
| 1913/14                                                   |                 |                                               | 1  | Glentoran             | 3:1                  | Linfield                | 28.03.1914, Grosvenor Park, Belfast, 20.000            |     |                | ? klubów   |
| 1914/15                                                   |                 |                                               | 11 | Linfield              | 1:0                  | Belfast Celtic          | 27.03.1915, Solitude, Belfast, 20.000                  |     |                | ? klubów   |
| 1915/16                                                   |                 |                                               | 12 | Linfield              | 1:1                  | Glentoran               | 25.03.1916, Celtic Park, Belfast,                      |     |                | ? klubów   |
| 1915/16                                                   | 1:0 (powt.)     | 1.04.1916, Grosvenor Park, Belfast            | 12 | Linfield              |                      | Glentoran               |                                                        |     |                | ? klubów   |
| 1916/17                                                   |                 |                                               | 2  | Glentoran             | 2:0                  | Belfast Celtic          | 31.03.1917, Windsor Park, Belfast, 20.000              |     |                | ? klubów   |
| 1917/18                                                   |                 |                                               | 1  | Belfast Celtic        | 0:0                  | Linfield                | 30.03.1918, The Oval, Belfast,                         |     |                | ? klubów   |
| 1917/18                                                   | 0:0 (powt.)     | 13.04.1918, Solitude, Belfast                 | 1  | Belfast Celtic        |                      | Linfield                |                                                        |     |                | ? klubów   |
| 1917/18                                                   | 2:0 (powt.)     | 24.04.1918, Grosvenor Park, Belfast           | 1  | Belfast Celtic        |                      | Linfield                |                                                        |     |                | ? klubów   |
| 1918/19                                                   |                 |                                               | 13 | Linfield              | 1:1                  | Glentoran               | 29.03.1919, Celtic Park, Belfast, 18.000               |     |                | ? klubów   |
| 1918/19                                                   | 0:0 (powt.)     | 5.04.1919, Grosvenor Park, Belfast            | 13 | Linfield              |                      | Glentoran               |                                                        |     |                | ? klubów   |
| 1918/19                                                   | 2:1 (powt.)     | 7.04.1919, Solitude, Belfast                  | 13 | Linfield              |                      | Glentoran               |                                                        |     |                | ? klubów   |
| 1919/20                                                   |                 |                                               | 3  | Shelbourne            | Finału nie rozegrano |                         |                                                        |     |                | ? klubów   |
| 1920/21                                                   |                 |                                               | 3  | Glentoran             | 2:0                  | Glenavon                | 26.03.1921, Windsor Park, Belfast,                     |     |                | ? klubów   |
| 1921/22                                                   |                 |                                               | 14 | Linfield              | 2:0                  | Glenavon                | 25.03.1922, Solitude, Belfast,                         |     |                | ? klubów   |
| 1922/23                                                   |                 |                                               | 15 | Linfield              | 2:0                  | Glentoran               | 31.03.1923, Solitude, Belfast,                         |     |                | ? klubów   |
| 1923/24                                                   |                 |                                               | 2  | Queen’s Island (1920) | 1:0                  | Willowfield             | 29.03.1924, Windsor Park, Belfast,                     |     |                | ? klubów   |
| 1924/25                                                   |                 |                                               | 10 | Distillery            | 2:1                  | Glentoran               | 21.03.1925, Solitude, Belfast, 20.000                  |     |                | ? klubów   |
| 1925/26                                                   |                 |                                               | 2  | Belfast Celtic        | 3:2                  | Linfield                | 27.03.1926, Solitude, Belfast,                         |     |                | ? klubów   |
| 1926/27                                                   |                 |                                               | 1  | Ards                  | 3:2                  | Cliftonville            | 26.03.1927, The Oval, Belfast,                         |     |                | ? klubów   |
| 1927/28                                                   |                 |                                               | 1  | Willowfield           | 1:0                  | Larne                   | 25.04.1928, Windsor Park, Belfast,                     |     |                | ? klubów   |
| 1928/29                                                   |                 |                                               | 1  | Ballymena             | 2:1                  | Belfast Celtic          | 30.05.1929, Solitude, Belfast,                         |     |                | ? klubów   |
| 1929/30                                                   |                 |                                               | 16 | Linfield              | 4:3                  | Ballymena               | 29.03.1930, Celtic Park, Belfast,                      |     |                | ? klubów   |
| 1930/31                                                   |                 |                                               | 17 | Linfield              | 3:0                  | Ballymena               | 28.03.1931, The Oval, Belfast,                         |     |                | ? klubów   |
| 1931/32                                                   |                 |                                               | 4  | Glentoran             | 2:1                  | Linfield                | 26.03.1932, Celtic Park, Belfast,                      |     |                | ? klubów   |
| 1932/33                                                   |                 |                                               | 5  | Glentoran             | 1:1                  | Distillery              | 8.04.1933, Windsor Park, Belfast, 33.000               |     |                | ? klubów   |
| 1932/33                                                   | 1:1 (powt.)     | 12.04.1933, Windsor Park, Belfast, 25.000     | 5  | Glentoran             |                      | Distillery              |                                                        |     |                | ? klubów   |
| 1932/33                                                   | 3:1 (powt.)     | 28.04.1933, Windsor Park, Belfast             | 5  | Glentoran             |                      | Distillery              |                                                        |     |                | ? klubów   |
| 1933/34                                                   |                 |                                               | 18 | Linfield              | 5:0                  | Cliftonville            | 14.04.1934, The Oval, Belfast, 18.500                  |     |                | ? klubów   |
| 1934/35                                                   |                 |                                               | 6  | Glentoran             | 0:0                  | Larne                   | 6.04.1935, Windsor Park, Belfast, 15.000               |     |                | ? klubów   |
| 1934/35                                                   | 0:0 (powt.)     | 10.04.1935, Windsor Park, Belfast             | 6  | Glentoran             |                      | Larne                   |                                                        |     |                | ? klubów   |
| 1934/35                                                   | 1:0 (powt.)     | 30.04.1935, Windsor Park, Belfast, 10.545     | 6  | Glentoran             |                      | Larne                   |                                                        |     |                | ? klubów   |
| 1935/36                                                   |                 |                                               | 19 | Linfield              | 0:0                  | Derry City              | 4.04.1936, Celtic Park, Belfast,                       |     |                | ? klubów   |
| 1935/36                                                   | 2:0 (powt.)     | 8.04.1936, Celtic Park, Belfast               | 19 | Linfield              |                      | Derry City              |                                                        |     |                | ? klubów   |
| 1936/37                                                   |                 |                                               | 3  | Belfast Celtic        | 3:0                  | Linfield                | 10.04.1937, The Oval, Belfast,                         |     |                | ? klubów   |
| 1937/38                                                   |                 |                                               | 4  | Belfast Celtic        | 0:0                  | Bangor                  | 9.04.1938, Solitude, Belfast,                          |     |                | ? klubów   |
| 1937/38                                                   | 2:0 (powt.)     | 7.05.1938, Solitude, Belfast                  | 4  | Belfast Celtic        |                      | Bangor                  |                                                        |     |                | ? klubów   |
| 1938/39                                                   |                 |                                               | 20 | Linfield              | 2:0                  | Ballymena United        | 29.04.1939, Solitude, Belfast,                         |     |                | ? klubów   |
| 1939/40                                                   |                 |                                               | 2  | Ballymena United      | 2:0                  | Glenavon                | 20.04.1940, Windsor Park, Belfast,                     |     |                | ? klubów   |
| 1940/41                                                   |                 |                                               | 5  | Belfast Celtic        | 1:0                  | Linfield                | 26.04.1941, Windsor Park, Belfast, 12.000              |     |                | ? klubów   |
| 1941/42                                                   |                 |                                               | 21 | Linfield              | 3:1                  | Glentoran               | 18.04.1942, Celtic Park, Belfast,                      |     |                | ? klubów   |
| 1942/43                                                   |                 |                                               | 6  | Belfast Celtic        | 1:0                  | Glentoran               | 17.04.1943, Windsor Park, Belfast,                     |     |                | ? klubów   |
| 1943/44                                                   |                 |                                               | 7  | Belfast Celtic        | 3:1                  | Linfield                | 17.04.1944, Windsor Park, Belfast, 25.240              |     |                | ? klubów   |
| 1944/45                                                   |                 |                                               | 22 | Linfield              | 4:2                  | Glentoran               | 14.04.1945, Celtic Park, Belfast, 20.000               |     |                | ? klubów   |
| 1945/46                                                   |                 |                                               | 23 | Linfield              | 3:0                  | Distillery              | 13.04.1946, Celtic Park, Belfast, 20.137               |     |                | ? klubów   |
| 1946/47                                                   |                 |                                               | 8  | Belfast Celtic        | 1:0                  | Glentoran               | 26.04.1947, Windsor Park, Belfast, 25.000              |     |                | ? klubów   |
| 1947/48                                                   |                 |                                               | 24 | Linfield              | 3:0                  | Coleraine               | 10.04.1948, Celtic Park, Belfast, 31.000               |     |                | 16 klubów  |
| 1948/49                                                   |                 |                                               | 1  | Derry City            | 3:1                  | Glentoran               | 16.04.1949, Windsor Park, Belfast, 27.000              |     |                | ? klubów   |
| 1949/50                                                   |                 |                                               | 25 | Linfield              | 2:1                  | Distillery              | 22.04.1950, Windsor Park, Belfast, 17.000              |     |                | ? klubów   |
| 1950/51                                                   |                 |                                               | 7  | Glentoran             | 3:1                  | Ballymena United        | 28.04.1951, Windsor Park, Belfast, 25.000              |     |                | ? klubów   |
| 1951/52                                                   |                 |                                               | 2  | Ards                  | 1:0                  | Glentoran               | 26.04.1952, Windsor Park, Belfast, 20.000              |     |                | ? klubów   |
| 1952/53                                                   |                 |                                               | 26 | Linfield              | 5:0                  | Coleraine               | 25.04.1953, Solitude, Belfast, 21.000                  |     |                | ? klubów   |
| 1953/54                                                   |                 |                                               | 2  | Derry City            | 2:2                  | Glentoran               | 24.04.1954, Windsor Park, Belfast, 35.000              |     |                | ? klubów   |
| 1953/54                                                   | 0:0 (powt.)     | 29.04.1954, Windsor Park, Belfast, 28.000     | 2  | Derry City            |                      | Glentoran               |                                                        |     |                | ? klubów   |
| 1953/54                                                   | 1:0 (powt.)     | 10.05.1954, Windsor Park, Belfast, 28.000     | 2  | Derry City            |                      | Glentoran               |                                                        |     |                | ? klubów   |
| 1954/55                                                   |                 |                                               | 1  | Dundela               | 3:0                  | Glenavon                | 23.04.1955, Windsor Park, Belfast, 10.000              |     |                | 16 klubów  |
| 1955/56                                                   |                 |                                               | 11 | Distillery            | 2:2                  | Glentoran               | 21.04.1956, Windsor Park, Belfast, 16.000              |     |                | ? klubów   |
| 1955/56                                                   | 0:0 (powt.)     | 26.04.1956, Windsor Park, Belfast             | 11 | Distillery            |                      | Glentoran               |                                                        |     |                | ? klubów   |
| 1955/56                                                   | 1:0 (powt.)     | 30.04.1956, Windsor Park, Belfast, 20.000     | 11 | Distillery            |                      | Glentoran               |                                                        |     |                | ? klubów   |
| 1956/57                                                   |                 |                                               | 1  | Glenavon              | 2:0                  | Derry City              | 13.04.1957, Windsor Park, Belfast, 23.000              |     |                | ? klubów   |
| 1957/58                                                   |                 |                                               | 3  | Ballymena United      | 2:0                  | Linfield                | 26.04.1958, The Oval, Belfast, 24.000                  |     |                | ? klubów   |
| 1958/59                                                   |                 |                                               | 2  | Glenavon              | 1:1                  | Ballymena United        | 18.04.1959, Windsor Park, Belfast, 18.000              |     |                | ? klubów   |
| 1958/59                                                   | 2:0 (powt.)     | 29.04.1959, Windsor Park, Belfast             | 2  | Glenavon              |                      | Ballymena United        |                                                        |     |                | ? klubów   |
| 1959/60                                                   |                 |                                               | 27 | Linfield              | 5:1                  | Ards                    | 30.04.1960, The Oval, Belfast, 20.000                  |     |                | ? klubów   |
| 1960/61                                                   |                 |                                               | 3  | Glenavon              | 5:1                  | Linfield                | 22.04.1961, Solitude, Belfast, 22.000                  |     |                | ? klubów   |
| 1961/62                                                   |                 |                                               | 28 | Linfield              | 4:0                  | Portadown               | 14.04.1962, The Oval, Belfast, 20.000                  |     |                | ? klubów   |
| 1962/63                                                   |                 |                                               | 29 | Linfield              | 2:1                  | Distillery              | 20.04.1963, The Oval, Belfast, 20.000                  |     |                | ? klubów   |
| 1963/64                                                   |                 |                                               | 3  | Derry City            | 2:0                  | Glentoran               | 25.04.1964, Windsor Park, Belfast, 19.000              |     |                | 16 klubów  |
| 1964/65                                                   |                 |                                               | 1  | Coleraine             | 2:1                  | Glenavon                | 24.04.1965, Windsor Park, Belfast, 18.000              |     |                | ? klubów   |
| 1965/66                                                   |                 |                                               | 8  | Glentoran             | 2:0                  | Linfield                | 23.04.1966, The Oval, Belfast, 20.000                  |     |                | ? klubów   |
| 1966/67                                                   |                 |                                               | 1  | Crusaders             | 3:1                  | Glentoran               | 22.04.1967, Windsor Park, Belfast, 20.000              |     |                | ? klubów   |
| 1967/68                                                   |                 |                                               | 2  | Crusaders             | 2:0                  | Linfield                | 27.04.1968, The Oval, Belfast, 18.000                  |     |                | ? klubów   |
| 1968/69                                                   |                 |                                               | 3  | Ards                  | 0:0                  | Distillery              | 19.04.1969, Windsor Park, Belfast, 17.000              |     |                | ? klubów   |
| 1968/69                                                   | 4:2 (powt.)     | 23.04.1969, Windsor Park, Belfast, 16.000     | 3  | Ards                  |                      | Distillery              |                                                        |     |                | ? klubów   |
| 1969/70                                                   |                 |                                               | 30 | Linfield              | 2:1                  | Ballymena United        | 4.04.1970, Solitude, Belfast, 12.000                   |     |                | ? klubów   |
| 1970/71                                                   |                 |                                               | 12 | Distillery            | 3:0                  | Derry City              | 3.04.1971, Windsor Park, Belfast, 6.000                |     |                | ? klubów   |
| 1971/72                                                   |                 |                                               | 2  | Coleraine             | 2:1                  | Portadown               | 22.04.1972, Windsor Park, Belfast, 8.000               |     |                | ? klubów   |
| 1972/73                                                   |                 |                                               | 9  | Glentoran             | 3:2                  | Linfield                | 28.04.1973, Windsor Park, Belfast, 12.000              |     |                | ? klubów   |
| 1973/74                                                   |                 |                                               | 4  | Ards                  | 2:1                  | Ballymena United        | 27.04.1974, Windsor Park, Belfast, 7.000               |     |                | ? klubów   |
| 1974/75                                                   |                 |                                               | 3  | Coleraine             | 1:1                  | Linfield                | 19.04.1975, The Showgrounds, Ballymena, 5.600          |     |                | ? klubów   |
| 1974/75                                                   | 0:0 (powt.)     | 23.04.1975, The Showgrounds, Ballymena, 5.400 | 3  | Coleraine             |                      | Linfield                |                                                        |     |                | ? klubów   |
| 1974/75                                                   | 1:0 (powt.)     | 29.04.1975, The Showgrounds, Ballymena, 5.200 | 3  | Coleraine             |                      | Linfield                |                                                        |     |                | ? klubów   |
| 1975/76                                                   |                 |                                               | 1  | Carrick Rangers       | 2:1                  | Linfield                | 10.04.1976, The Oval, Belfast, 9.500                   |     |                | ? klubów   |
| 1976/77                                                   |                 |                                               | 4  | Coleraine             | 4:1                  | Linfield                | 23.04.1977, The Oval, Belfast, 10.000                  |     |                | 16 klubów  |
| 1977/78                                                   |                 |                                               | 31 | Linfield              | 3:1                  | Ballymena United        | 29.04.1978, The Oval, Belfast, 12.000                  |     |                | 16 klubów  |
| 1978/79                                                   |                 |                                               | 8  | Cliftonville          | 3:2                  | Portadown               | 28.04.1979, Windsor Park, Belfast, 18.000              |     |                | 16 klubów  |
| 1979/80                                                   |                 |                                               | 32 | Linfield              | 2:0                  | Crusaders               | 26.04.1980, The Oval, Belfast, 12.000                  |     |                | 16 klubów  |
| 1980/81                                                   |                 |                                               | 4  | Ballymena United      | 1:0                  | Glenavon                | 2.05.1981, Windsor Park, Belfast, 6.000                |     |                | 16 klubów  |
| 1981/82                                                   |                 |                                               | 33 | Linfield              | 2:1                  | Coleraine               | 24.04.1982, The Oval, Belfast, 12.000                  |     |                | 16 klubów  |
| 1982/83                                                   |                 |                                               | 10 | Glentoran             | 1:1                  | Linfield                | 30.04.1983, Windsor Park, Belfast, 12.000              |     |                | 32 kluby   |
| 1982/83                                                   | 2:1 (powt.)     | 7.05.1983, The Oval, Belfast, 8.000           | 10 | Glentoran             |                      | Linfield                |                                                        |     |                | 32 kluby   |
| 1983/84                                                   |                 |                                               | 5  | Ballymena United      | 4:1                  | Carrick Rangers         | 5.05.1984, Windsor Park, Belfast, 5.000                |     |                | 32 kluby   |
| 1984/85                                                   |                 |                                               | 11 | Glentoran             | 1:1                  | Linfield                | 4.05.1985, The Oval, Belfast, 12.000                   |     |                | 32 kluby   |
| 1984/85                                                   | 1:0 (powt.)     | 11.05.1985, Windsor Park, Belfast, 12.000     | 11 | Glentoran             |                      | Linfield                |                                                        |     |                | 32 kluby   |
| 1985/86                                                   |                 |                                               | 12 | Glentoran             | 2:1                  | Coleraine               | 3.05.1986, Windsor Park, Belfast, 8.000                |     |                | 30 klubów  |
| 1986/87                                                   |                 |                                               | 13 | Glentoran             | 1:0                  | Larne                   | 2.05.1987, Windsor Park, Belfast, 8.000                |     |                | 16 klubów  |
| 1987/88                                                   |                 |                                               | 14 | Glentoran             | 1:0                  | Glenavon                | 30.04.1988, Windsor Park, Belfast, 10.000              |     |                | 16 klubów  |
| 1988/89                                                   |                 |                                               | 6  | Ballymena United      | 1:0                  | Larne                   | 6.05.1989, The Oval, Belfast, 5.000                    |     |                | 76 klubów  |
| 1989/90                                                   |                 |                                               | 15 | Glentoran             | 3:0                  | Portadown               | 5.05.1990, Windsor Park, Belfast, 12.000               |     |                | 32 kluby   |
| 1990/91                                                   |                 |                                               | 1  | Portadown             | 2:1                  | Glenavon                | 4.05.1991, Windsor Park, Belfast, 12.000               |     |                | 32 kluby   |
| 1991/92                                                   |                 |                                               | 4  | Glenavon              | 2:1                  | Linfield                | 2.05.1992, The Oval, Belfast, 12.000                   |     |                | 32 kluby   |
| 1992/93                                                   |                 |                                               | 1  | Bangor                | 1:1 pd.              | Ards                    | 1.05.1993, Windsor Park, Belfast, 8.500                |     |                | 32 kluby   |
| 1992/93                                                   | 1:1 pd. (powt.) | 8.05.1993, Windsor Park, Belfast, 6.000       | 1  | Bangor                |                      | Ards                    |                                                        |     |                | 32 kluby   |
| 1992/93                                                   | 1:0 (powt.)     | 11.05.1993, Windsor Park, Belfast, 5.000      | 1  | Bangor                |                      | Ards                    |                                                        |     |                | 32 kluby   |
| 1993/94                                                   |                 |                                               | 34 | Linfield              | 2:0                  | Bangor                  | 7.05.1994, The Oval, Belfast, 10.000                   |     |                | 32 kluby   |
| 1994/95                                                   |                 |                                               | 35 | Linfield              | 3:1                  | Carrick Rangers         | 6.05.1995, The Oval, Belfast, 6.800                    |     |                | 32 kluby   |
| 1995/96                                                   |                 |                                               | 16 | Glentoran             | 1:0                  | Glenavon                | 4.05.1996, Windsor Park, Belfast, 10.000               |     |                | 32 kluby   |
| 1996/97                                                   |                 |                                               | 5  | Glenavon              | 1:0                  | Cliftonville            | 3.05.1997, Windsor Park, Belfast, 8.222                |     |                | 32 kluby   |
| 1997/98                                                   |                 |                                               | 17 | Glentoran             | 1:0 pd.              | Glenavon                | 2.05.1998, Windsor Park, Belfast, 8.250                |     |                | 32 kluby   |
| 1998/99                                                   |                 |                                               | 2  | Portadown             | Finału nie rozegrano |                         |                                                        |     |                | 32 kluby   |
| 1999/00                                                   |                 |                                               | 18 | Glentoran             | 1:0                  | Portadown               | 6.05.2000, Windsor Park, Belfast, 8.355                |     |                | 32 kluby   |
| 2000/01                                                   |                 |                                               | 19 | Glentoran             | 1:0 pd.              | Linfield                | 5.05.2001, Windsor Park, Belfast, 14.190               |     |                | 84 kluby   |
| 2001/02                                                   |                 |                                               | 36 | Linfield              | 2:1                  | Portadown               | 11.05.2002, Windsor Park, Belfast, 11.129              |     |                | 32 kluby   |
| 2002/03                                                   |                 |                                               | 5  | Coleraine             | 1:0                  | Glentoran               | 3.05.2003, Windsor Park, Belfast, 9.000                |     |                | 31 klub    |
| 2003/04                                                   |                 |                                               | 20 | Glentoran             | 1:0                  | Coleraine               | 1.05.2004, Windsor Park, Belfast, 8.300                |     |                | 32 kluby   |
| 2004/05                                                   |                 |                                               | 3  | Portadown             | 5:1                  | Larne                   | 7.05.2005, Windsor Park, Belfast, 5.431                |     |                | 32 kluby   |
| 2005/06                                                   |                 |                                               | 37 | Linfield              | 2:1                  | Glentoran               | 6.05.2006, Windsor Park, Belfast, 12.500               |     |                | 32 kluby   |
| 2006/07                                                   |                 |                                               | 38 | Linfield              | 2:2 pd. (k. 3:2)     | Dungannon Swifts        | 5.05.2007, Windsor Park, Belfast, 7.600                |     |                | 32 kluby   |
| 2007/08                                                   |                 |                                               | 39 | Linfield              | 2:1                  | Coleraine               | 3.05.2008, Windsor Park, Belfast, 8.452                |     |                | 106 klubów |
| 2008/09                                                   |                 |                                               | 3  | Crusaders             | 1:0                  | Cliftonville            | 9.05.2009, Windsor Park, Belfast, 8.820                |     |                | 100 klubów |
| 2009/10                                                   |                 |                                               | 40 | Linfield              | 2:1                  | Portadown               | 8.05.2010, Windsor Park, Belfast, 7.940                |     |                | 105 klubów |
| 2010/11                                                   |                 |                                               | 41 | Linfield              | 2:1                  | Crusaders               | 7.05.2011, Windsor Park, Belfast, 8.200                |     |                | 114 klubów |
| 2011/12                                                   |                 |                                               | 42 | Linfield              | 4:1                  | Crusaders               | 5.05.2012, Windsor Park, Belfast, 7.325                |     |                | 116 klubów |
| 2012/13                                                   |                 |                                               | 21 | Glentoran             | 3:1 pd.              | Cliftonville            | 4.05.2013, Windsor Park, Belfast, 9.825                |     |                | 119 klubów |
| 2013/14                                                   |                 |                                               | 6  | Glenavon              | 2:1                  | Ballymena United        | 3.05.2014, Windsor Park, Belfast, 7.282                |     |                | 119 klubów |
| 2014/15                                                   |                 |                                               | 22 | Glentoran             | 1:0                  | Portadown               | 2.05.2015, The Oval, Belfast, 8.072                    |     |                | 125 klubów |
| 2015/16                                                   |                 |                                               | 7  | Glenavon              | 2:0                  | Linfield                | 7.05.2016, Windsor Park, Belfast, 11.500               |     |                | 129 klubów |
| 2016/17                                                   |                 |                                               | 43 | Linfield              | 3:0                  | Coleraine               | 6.05.2017, Windsor Park, Belfast, 12.551               |     |                | 126 klubów |
| 2017/18                                                   |                 |                                               | 6  | Coleraine             | 3:1                  | Cliftonville            | 5.05.2018, Windsor Park, Belfast, 12.012               |     |                | 130 klubów |
| 2018/19                                                   |                 |                                               | 4  | Crusaders             | 3:0                  | Ballinamallard United   | 4.05.2019, Windsor Park, Belfast, 5.744                |     |                | 126 klubów |
| 2019/20                                                   |                 |                                               | 23 | Glentoran             | 2:1 pd.              | Ballymena United        | 31.07.2020, Windsor Park, Belfast, 500                 |     |                | 125 klubów |
| 2020/21                                                   |                 |                                               | 44 | Linfield              | 2:1                  | Larne                   | 21.05.2021, Mourneview Park, Lurgan, 1.000             |     |                | 26 klubów  |
| 2021/22                                                   |                 |                                               | 5  | Crusaders             | 2:1 pd.              | Ballymena United        | 7.05.2022, Windsor Park, Belfast, 7,598                |     |                | 32 klubów  |
| 2022/23                                                   |                 |                                               | 6  | Crusaders             | 4:0                  | Ballymena United        | 7.05.2023, Windsor Park, Belfast, 9,688                |     |                | 32 klubów  |

Uwagi:
- wytłuszczono nazwy zespołów, które w tym samym roku wywalczyły mistrzostwo i Puchar kraju,
- kursywą oznaczone zespoły, które w meczu finałowym nie występowały w najwyższej klasie rozgrywkowej.
- skreślono rozgrywki nieoficjalne.

## Statystyki

### Klasyfikacja według klubów
W dotychczasowej historii oficjalnych rozgrywek o Puchar Irlandii Północnej na podium oficjalnie stawało w sumie 32 drużyny. Liderem klasyfikacji jest Linfield F.C., który zdobył 44 Puchary.
| Lp. | Klub                  | Zdobywca | Finalista | Lata triumfów |    |    | |
| --- | --------------------- | -------- | --------- | --- | -- | -- | --- |
| Lp. | Klub                  | 1.       | Linfield  | Lata triumfów | 44 | 21 | 1890/91, 1891/92, 1892/93, 1894/95, 1897/98, 1898/99, 1901/02, 1903/04, 1911/12, 1912/13, 1914/15, 1915/16, 1918/19, 1921/22, 1922/23, 1929/30, 1930/31, 1933/34, 1935/36, 1938/39, 1941/42, 1944/45, 1945/46, 1947/48, 1949/50, 1952/53, 1959/60, 1961/62, 1962/63, 1969/70, 1977/78, 1979/80, 1981/82, 1993/94, 1994/95, 2001/02, 2005/06, 2006/07, 2007/08, 2009/10, 2010/11, 2011/12, 2016/17, 2020/21 |
| 2.  | Glentoran             | 23       | 19        | 1913/14, 1916/17, 1920/21, 1931/32, 1932/33, 1934/35, 1950/51, 1965/66, 1972/73, 1982/83, 1984/85, 1985/86, 1986/87, 1987/88, 1989/90, 1995/96, 1997/98, 1999/2000, 2000/01, 2003/04, 2012/13, 2014/15, 2019/20 |    |    | |
| 3.  | Distillery            | 12       | 7         | 1883/84, 1884/85, 1885/86, 1888/89, 1893/94, 1895/96, 1902/03, 1904/05, 1909/10, 1924/25, 1955/56, 1970/71 |    |    | |
| 4.  | Cliftonville          | 8        | 12        | 1882/83, 1887/88, 1896/97, 1899/1900, 1900/01, 1906/07, 1908/09, 1978/79 |    |    | |
| 5.  | Belfast Celtic        | 8        | 4         | 1917/18, 1925/26, 1936/37, 1937/38, 1940/41, 1942/43, 1943/44, 1946/47 |    |    | |
| 6.  | Glenavon              | 7        | 10        | 1956/57, 1958/59, 1960/61, 1991/92, 1996/97, 2013/14, 2015/16 |    |    | |
| 7.  | Ballymena United      | 6        | 12        | 1928/29, 1939/40, 1957/58, 1980/81, 1983/84, 1988/89 |    |    | |
| 8.  | Coleraine             | 6        | 7         | 1964/65, 1971/72, 1974/75, 1976/77, 2002/03, 2017/18 |    |    | |
| 9   | Crusaders             | 6        | 3         | 1966/67, 1967/68, 2008/09, 2018/19, 2021/22, 2022/23 |    |    | |
| 10. | Ards                  | 4        | 2         | 1926/27, 1951/52, 1968/69, 1973/74 |    |    | |
| 11. | Portadown             | 3        | 8         | 1990/91, 1998/99, 2004/05 |    |    | |
| 12. | Derry City            | 3        | 3         | 1948/49, 1953/54, 1963/64 |    |    | |
| 12. | Shelbourne            | 3        | 3         | 1905/06, 1910/11, 1919/20 |    |    | |
| 14. | Queen’s Island        | 2        | 0         | 1881/82, 1923/24 |    |    | |
| 15. | Bohemian              | 1        | 5         | 1907/08 |    |    | |
| 16. | Bangor                | 1        | 2         | 1992/93 |    |    | |
| 16. | Carrick Rangers       | 1        | 2         | 1975/76 |    |    | |
| 16. | Ulster                | 1        | 2         | 1886/87 |    |    | |
| 19. | Willowfield           | 1        | 1         | 1927/28 |    |    | |
| 20. | Dundela               | 1        | 0         | 1954/55 |    |    | |
| 20. | Gordon Highlanders    | 1        | 0         | 1889/90 |    |    | |
| 20. | Moyola Park           | 1        | 0         | 1880/81 |    |    | |
| 23. | Larne                 | 0        | 6         | |    |    | |
| 24. | Derry Celtic          | 0        | 2         | |    |    | |
| 24. | Limavady United       | 0        | 2         | |    |    | |
| 26. | Ballinamallard United | 0        | 1         | |    |    | |
| 26. | The Black Watch       | 0        | 1         | |    |    | |
| 26. | Dungannon Swifts      | 0        | 1         | |    |    | |
| 26. | Freebooters           | 0        | 1         | |    |    | |
| 26. | Sherwood Foresters    | 0        | 1         | |    |    | |
| 26. | Wellington Park       | 0        | 1         | |    |    | |
| 26. | YMCA                  | 0        | 1         | |    |    | |

### Klasyfikacja według miast
| Miasto        | Liczba tytułów | Drużyny |
| ------------- | -------------- | --- |
| Belfast       | 106            | Linfield (44), Glentoran (23), Distillery (12), Cliftonville (8), Belfast Celtic (8), Crusaders (6), Queen’s Island (2), Ulster (1), Willowfield (1), Dundela (1) |
| Lurgan        | 7              | Glenavon (7) |
| Ballymena     | 6              | Ballymena United (6) |
| Coleraine     | 6              | Coleraine (6) |
| Dublin        | 4              | Shelbourne (3), Bohemian (1) |
| Newtownards   | 4              | Ards (4) |
| Londonderry   | 3              | Derry City (3) |
| Portadown     | 3              | Portadown (3) |
| Bangor        | 1              | Bangor (1) |
| Carrickfergus | 1              | Carrick Rangers (1) |
| Castledawson  | 1              | Moyola Park (1) |
| British Army  | 1              | Gordon Highlanders (1) |